# Robert Sokolowski
Robert Sokolowski (nacido el 3 de mayo de 1934) es un filósofo y sacerdote católico estadounidense que ejerce como Profesor de Filosofía Elizabeth Breckenridge Caldwell en la Universidad Católica de América .
La investigación filosófica de Sokolowski se centra principalmente en la la fenomenología y en subdisciplinas relacionadas, aunque también ha escrito obras desde una perspectiva teológica. Es conocido por su interpretación de Husserl, comúnmente conocida en los círculos académicos como "Husserlianismo de la Costa Este". 

A lo largo de su carrera, Sokolowski ha sostenido que la filosofía comienza con buenas distinciones.  

## Vida

### Primeros años
Sokolowski nació el 3 de mayo de 1934, hijo de Stanley A. Sokolowski y Maryann C. Drag, en New Britain, Connecticut .
Ingresó al seminario en el Theological College tras recibir una beca Basselin (llamada así por Theodore B. Basselin), y obtuvo su título de grado en Filosofía en la Universidad Católica de América en 1956, y una maestría en 1957. Luego asistió a la  Universidad Católica de Lovaina, donde obtuvo el S.T.B. en Teología (1961) y el doctorado en Filosofía (1963). Su tesis doctoral se tituló "La formación del concepto de constitución en Husserl". La redactó bajo la dirección del padre del P. Herman Leo Van Breda, el hombre que salvó los escritos de Husserl de la destrucción nazi y que posteriormente fundó los Archivos Husserl en el Instituto Superior de Filosofía de Lovaina.

### Cargos académicos
Desde que obtuvo su doctorado, toda su carrera docente ha transcurrido en la Universidad Católica de América, aunque también ha tenido cargos como profesor visitante en The New School for Social Research,  la Universidad de Texas en Austin, la Universidad de Villanova y la Universidad de Yale .